# Wilhelm Steinmüller
Wilhelm Steinmüller (* 29. Mai 1934 in Ludwigshafen am Rhein; † 1. Februar 2013 in Berlin) war ein deutscher Jurist, Informatiker und Psychotherapeut.

## Leben
Steinmüller hat Rechtswissenschaften, evangelische Theologie, Informatik und Volkswirtschaft studiert. Er war ab 1966 als Professor für Kirchenrecht an der Universität Regensburg tätig und folgte 1982 einem Ruf an die Universität Bremen auf den Lehrstuhl für angewandte Informatik, Fachbereich Mathematik und Informatik. Im Jahr 1990 legte Steinmüller eine Ausbildung zum Psychotherapeuten ab und vertiefte seine Kenntnisse auf diesem Gebiet in den folgenden Jahren. Ab 2006 war er in Berlin ansässig, wo er unter anderem als Heilpraktiker für Psychotherapie arbeitete.
Steinmüller veröffentlichte über 220 Beiträge quer durch alle Fachrichtungen. Ein besonders erwähnenswertes Werk ist das Lehrbuch für Angewandte Informatik mit dem Titel Informationstechnologie und  Gesellschaft, das im Jahre 1993 erstmals herausgegeben wurde.